# Witalij Samojłow
Witalij Ołehowycz Samojłow, ukr. Віталій Олегович Самойлов (ur. 1 marca 1975 w Kijowie) – ukraiński piłkarz, grający na pozycji pomocnika.

## Kariera piłkarska

### Kariera klubowa
Wychowanek klubu Dynamo Kijów. W 1992 rozpoczął karierę piłkarską w trzeciej drużynie Dynama, w 1994 w drugiej, a 6 kwietnia 1997 debiutował w podstawowej jedenastce. Również grał na wypożyczeniu w klubach Skała Stryj i Worskła Połtawa. W kwietniu 1998 został sprzedany do Worskły Połtawa. Na początku 1999 wyjechał do Rosji, gdzie bronił barw klubów Bałtika Kaliningrad oraz Sokoł Saratów. W 2004 roku powrócił do Ukrainy, gdzie został piłkarzem Obołoni Kijów. Latem przeniósł się do rosyjskiego Rotoru Wołgograd, w którym zakończył karierę piłkarską.

## Sukcesy i odznaczenia

### Sukcesy klubowe
- mistrz Ukrainy: 1997
- brązowy medalista Mistrzostw Ukrainy: 1997
- wicemistrz Pierwszej Ligi Ukrainy: 1997, 1998
- mistrz Rosyjskiej pierwszej dywizji: 2000
- zdobywca Pucharu Ukrainy: 1998
- półfinalista Pucharu Rosji: 2001